# Jinling, Chongqing
Jinling (kinesiska: 金铃) är en socken i sydvästra Kina. Den ligger i Shizhu härad i storstadsområdet Chongqing, omkring 190 kilometer öster om det centrala stadsdistriktet Yuzhong. Antalet invånare är 2 374. Befolkningen består av 1 131 kvinnor och 1 243 män. Barn under 15 år utgör 24,0 %, vuxna 15-64 år 60 %, och äldre över 65 år 14,0 %.